# همخوان لثوی‌کامی

واجگاه (کارا و ناکارا): ۱. برون‌لبی، ۲. درون‌لبی، ۳. دندانی، ۴. لثه ای، ۵. پس‌لثه ای، ۶. پیش‌کامی، ۷. کامی، ۸. نرمکامی، ۹. ملازی(زبانکی)، ۱۰. حلقی، ۱۱. چاکنایی، ۱۲. برون‌چاکنایی، ۱۳. ریشه‌ای، ۱۴. پس‌پسینی، ۱۵. پیش‌پسینی، ۱۶. تیغه‌ای، ۱۷. نوکی و ۱۸. زیرنوکی

درست پشت برآمدگی لثه، سقف دهان دارای بالارفتگی تندی است. این جا همان بخشی است که بخش لثوی-کامی نامیده می شود بالاترین بخش سقف دهان کام خوانده می شود و به آواهایی که با برخورد و یا نزدیک شدن زبان به این بخش ساخته می‌شود کامی می گویند. همخوانهای لثوی-کامی را می توان در واج نخست واژه های شب، ژاله، چراغ و جمشید شنید. آوای غلتی که در آغاز واژه یاس شنیده می شود، غلت کامی است.